# Comune di Skanderborg
Il comune di Skanderborg (in danese Skanderborg Kommune) è un comune della Danimarca situato nella regione dello Jutland Centrale (Midtjylland). Capoluogo e sede amministrativa è la città di Skanderborg.
Il comune è stato costituito in seguito alla riforma amministrativa del 1º gennaio 2007 accorpando i precedenti comuni di Skanderborg, Galten e Ry e Hørning.

## Centri abitati
I centri abitati principali del comune sono:
- Skanderborg (20 116)
- Galten (9 223)
- Hørning (8 462)
- Ry (7 479)
- Låsby (2 055)

## Geografia fisica
Nella parte meridionale dell'area del comune si trova il più alto rilievo della Danimarca, il Møllehøj, con i suoi 170,86 m s.l.m. oltre all'Ejer Bavnehøj, alto 170,35 metri. Nella parte occidentale è invece l'Himmelbjerget di 147 metri. Nel vicino comune di Horsens si trova inoltre l'Yding Skovhøj di 170,77 metri.

### Evoluzione demografica
- 1980 - 19.142
- 1985 - 19.197
- 1990 - 19.669
- 1995 - 19.885
- 1999 - 20.903
- 2000 - 21.066
- 2003 - 21.745
- 2005 - 22.244
- 2007 - 55.300 (risente dell'accorpamento amministrativo)
- 2008 - 56.044